# Maurice Paléologue
Maurice Paléologue (Parigi, 13 gennaio 1859 – Parigi, 8 novembre 1944) è stato un diplomatico, storico e scrittore francese.

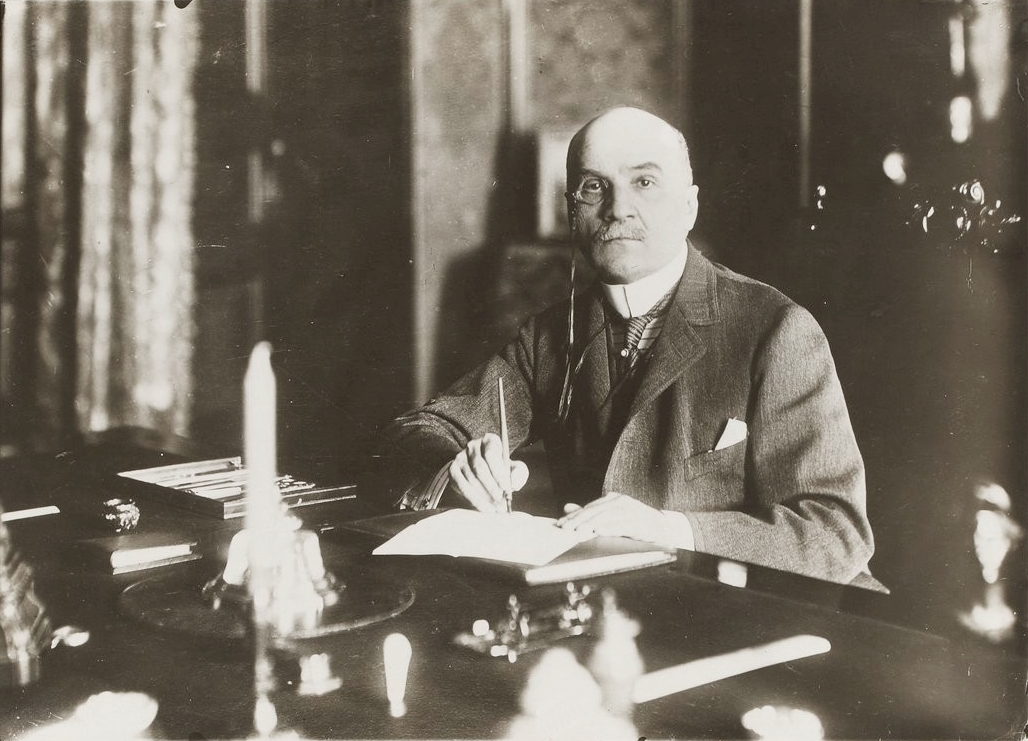
Maurice Paléologue nel 1914, al tempo in cui era ambasciatore a San Pietroburgo.

Fu stretto collaboratore del Ministro degli Esteri francese Théophile Delcassé con il quale affrontò la delicata Crisi di Tangeri. Allo scoppio della prima guerra mondiale ebbe l'incarico di ambasciatore a San Pietroburgo.

## Le origini e gli inizi
Maurice Paléologue era figlio di Alexandru Paleologu, un rivoluzionario rumeno originario della Valacchia, fuggito in Francia dopo aver attentato alla vita del principe Gheorghe Bibescu durante la rivoluzione della Valacchia del 1848. Alexandru Paleologu era uno dei tre figli illegittimi di Elisabeta Văcărescu, appartenente ad una delle più antiche famiglie di Boiardi di Valacchia e Moldavia; egli ed i suoi fratelli furono in seguito adottati da Zoe Văcărescu, madre di Elisabeta, la quale diede ai bambini il suo cognome da nubile, Paleologu, una famiglia fanariota. Il nome divenne Paléologue secondo la grafia in lingua francese; tuttavia la relazione della famiglia con i Paleologi bizantini è dubbia, anche se uno degli antenati di Alexandru dichiarò questo legame alla fine del XVII secolo.
Dopo la laurea in Giurisprudenza, Maurice Paléologue ottenne nel 1880 un incarico presso il Ministero degli Esteri Francese, divenne in seguito segretario di ambasciata a Tangeri, nel protettorato francese del Marocco, quindi passò a Pechino in Cina, e poi in Italia. Divenne ministro plenipotenziario nel 1901.

## La missione a Berlino durante la crisi di Tangeri

Alcune notizie sui dettagli del piano Schlieffen condizionarono Paléologue durante la sua missione a Berlino del 1905.

Quando nel 1905 la Francia tentò di fare del Marocco un suo protettorato, la Germania si oppose fermamente per la storica rivalità che divideva le due nazioni. Pertanto il Ministro degli Esteri francese Théophile Delcassé, fermo sostenitore dell'iniziativa in Marocco, inviò Paléologue a Berlino per sondare il reale pericolo di un'invasione.
Paléologue arrivò nella capitale tedesca il 23 aprile 1905 dove fu accolto concitatamente dall'ambasciatore Paul Bihourd (1846-1914), che gli prospettò la guerra con la Germania nel caso la Francia avesse continuato a seguire la linea di Delcassé.
Nei giorni seguenti l'idea che si formò Paléologue, ascoltando varie fonti, fu che la Germania non voleva la guerra, ma che non avrebbe esitato a farla per salvaguardare i suoi diritti sul Marocco. 
Un informatore segreto, assicurò inoltre Paléologue che l'eminenza grigia del governo tedesco, il consigliere Friedrich August von Holstein, era più influente e più francofobo che mai.
A Paléologue in quei giorni vennero anche in mente le rivelazioni di un informatore, che rendevano probabile l'esistenza di un progetto d'attacco tedesco alla Francia: si trattava del piano Schlieffen che, con qualche variante introdotta dal maresciallo von Moltke, fu effettivamente attuato dall'esercito tedesco nel 1914.
Tornato a Parigi il 26 aprile, Paléologue dichiarò a Delcassé che se non avesse fatto marcia indietro sarebbe stata la guerra.
Il Ministro degli Esteri non si arrese ma di fronte al pericolo di un'invasione tedesca fu costretto a dimettersi dal Presidente del Consiglio Maurice Rouvier che, poi, andò incontro alle richieste della Germania.

## Dopo Delcassé
Paléologue rappresentò la Francia prima in Bulgaria (1907-1912) e poi nell'Impero russo (1914), quindi ottenne l'incarico di segretario generale del Ministero degli Esteri durante il governo di Alexandre Millerand (1920).
Al di là della carriera diplomatica, Paléologue si dedicò alla scrittura pubblicando saggi, romanzi ed articoli per la rivista Revue des deux mondes, per la sua attività culturale fu eletto membro dell'Académie française nel 1928.
Attivo anche come storico egli scrisse numerosi lavori sulla storia della Russia alla vigilia della prima guerra mondiale, fra cui un ritratto dell'ultima zarina Alessandra Feodorovna - Paléologue era stato presente ad alcuni incontri fra l'imperatrice e Grigorij Rasputin.
Maurice Paléologue fu chiamato a testimoniare durante lo svolgimento dell'Affare Dreyfus e lasciò importanti note sull'argomento. Morì a Parigi nel 1944, pochi mesi dopo la liberazione della città durante la seconda guerra mondiale.

## Opere
- Maurice Paléologue, Rome, notes d'Histoire et d'Art, Plon, Parigi, 1902.
- Maurice Paléologue, Cavour, un grand réaliste, Plon, Parigi, 1929.
- Maurice Paléologue, La Russia degli Zar durante la Grande Guerra, Salani, Firenze, 1929.
- Maurice Paléologue, Un grand tournant de la politique mondiale 1904-1906 (Ediz. Ital. Una svolta decisiva della politica mondiale 1904-1906, Mondadori, Milano, 1934).
- Maurice Paléologue, Alexandre 1er (Ediz. Ital. Alessandro I - Il romantico antagonista di Napoleone, 1800-1825, Mondadori, 1ª edizione Aprile 1938)